# Pi Puppis
π Puppis (Pi Puppis, kurz π Pup) ist ein Stern mit einer scheinbaren visuellen Helligkeit von 2,7 mag im Sternbild Puppis.
Er ist der hellste Stern des Offenen Sternhaufens Collinder 135, der manchmal auch π-Puppis-Haufen genannt wird. Im Weiteren ist er Namensgeber für die Pi-Puppiden, einen Meteorstrom, der seinen Radiant in der Nähe der Position von π Puppis hat.